# Ángela Leiva
Ángela María Leiva (Tandil, provincia de Buenos Aires; 11 de septiembre de 1988), conocida artísticamente como Ángela «la Reina», es una cantante, actriz y guitarrista argentina. En 2020 recibió su primer Premio Gardel en la categoría «Mejor álbum de artista tropical» por su álbum La Reina.

## Biografía y carrera profesional

### Inicios y «Pasión Canta»
Comenzó a incursionar en la música desde muy joven, cantando baladas y música pop, hasta que luego se dedicó a la música tropical. Durante su adolescencia, tuvo una banda llamada «Angie y Los Fieles», con la que recorrió peñas y festivales barriales. Tiempo después el grupo se disolvió.
En 2008 participó en el concurso «Pasión Canta» que se transmitía en la radio FM Pasión y el programa Pasión de Sábado en América TV del cual resultó ganadora.

### Carrera profesional
En 2009, tras el triunfo en el concurso de canto, publicó su primer álbum denominado Ángela en el que se incluyeron temas musicales como «Solo para ti» y «Amiga traidora», siendo el segundo uno de sus mayores éxitos. 
En anunció su segundo disco llamado ¿Sabías que te amo?, conteniendo la canción «Cobarde». Realizó diversas presentaciones en diferentes teatros, y también resultó nominada en los premios Gardel, organizados en 2010, en la categoría al «Mejor álbum artista tropical» por su placa discográfica también llamada Ángela.
El tercer álbum que grabó fue Desde el alma en 2011, con el que realizó una gira en distintos países de Latinoamérica.
Su cuarto disco llamado Inevitable llegó en 2012. Este incluyó un videoclip en compañía del futbolista Cristian Fabbiani. En 2013 fue la presentadora de un reality show de canto en la televisión de Bolivia .
Al año siguiente, presentó su quinto disco llamado Indestructible, y regresó al programa donde resultó ganadora de su primer premio, Pasión de Sábado, representando la lucha contra la violencia de género.
Siguió sus giras y conciertos para dar a conocer su música en 2015. Realizó presentaciones en el continente europeo y en Bolivia, presentándose en conciertos importantes en este último. Por otro lado, fue otra vez nominada en los premios Carlos Gardel de ese año, esta vez en la categoría «Mejor artista tropical» por su álbum Indestructible. En el mes de diciembre se presentó por primera vez en el Teatro Gran Rex de Buenos Aires.
En 2016 publicó su sexto disco llamado Viva. Grabó una colaboración musical clon el dúo Pimpinela con la canción «Son todos iguales», y la interpretó junto a ellos en el estadio Luna Park.
En 2017, en medio de giras nacionales e internacionales, levó a cabo una Gira de Teatros a través de todo el país, que duró todo el año. Estuvo en el Teatro 25 de Mayo en Santiago del Estero, Mercedes Sosa en Tucumán, Teatro Broadway en Rosario, Santa Fe y Teatro El Huerto en Salta, entre otros. También cantó a dúo con el artista Luciano Pereyra, quien la invitó a interpretar, en el Teatro Colonial, Avellaneda, uno de sus mejores éxitos «Enséñame a vivir sin ti»

### Nueva etapa como productora independiente
Durante 2018 y 2019, luego de una conflictiva separación y desvinculación con su expareja y mánager, presentó el sencillo «Lo que me hizo usted», su primer proyecto como productora independiente con el sello discográfico MMG, Uruguay. A finales de 2019 editó su séptimo disco titulado La Reina, el tercer álbum de estudio de la artista.
A mediados de 2020 publicó su sencillo «Si una vez», en versión en vivo. Poco después, hizo una colaboración musical junto a Maxi Pardo para la canción «Si te vas». También fue nominada y galardonada en los premios Gardel como «Mejor álbum artista tropical». En agosto fue publicada su colaboración con Los Ángeles Azules donde interpretó la canción «El listón de tu pelo». También, realizó una nueva versión de su tema «Canción a mi madre» junto a Lito Vitale para la Televisión Pública (Argentina). Fue participante del concurso televisivo «Cantando 2020» acompañada por Brian Lanzelotta emitido por Canal 13 (Argentina) del cual resultó subcampeona.

### Copa Diego Armando Maradona
Estuvo a cargo de la interpretación del Himno Nacional Argentino en los minutos previos al inicio de la final de la Copa Diego Armando Maradona.

## Discografía
La cantante Ángela Leiva tiene siete discos grabados, y también realizó varios sencillos: 
| Discografía | Discografía          | Discografía            | Discografía |  |
| Año         | Álbum                | Discográfica           |             |  |
| ----------- | -------------------- | ---------------------- | ----------- |  |
| 2009        | Angela               | Distribuidora Lef      |             |  |
| 2010        | Sabias... que te amo | Distribuidora Lef      |             |  |
| 2011        | Desde el alma        | Mariano Zelaya         |             |  |
| 2012        | Inevitable           | Magenta                |             |  |
| 2014        | Indestructible       | Garra Records          |             |  |
| 2016        | Viva                 | Procom S.R.L.          |             |  |
| 2019        | La Reina             | Montevideo Music Group |             |  |
| 2024        | 15 años              |                        |             |  |

| Sencillos | Sencillos              | Sencillos              | Sencillos |
| Año       | Tema                   | Discográfica           |           |
| --------- | ---------------------- | ---------------------- | --------- |
| 2017      | «No me llames más»     | Ángela Leiva           |           |
| 2019      | «Olvídate»             | Montevideo Music Group |           |
| 2019      | «Desde el alma»        | Montevideo Music Group |           |
| 2019      | «Lo que me hizo usted» | Montevideo Music Group |           |
| 2019      | «Canción a mi madre»   | Montevideo Music Group |           |
| 2020      | «Si una vez»           | Ángela Leiva           |           |
| 2021      | «Karma»                | Montevideo Music Group |           |

## Trayectoria
| Año       | Título                     | Rol          | Notas                |
| --------- | -------------------------- | ------------ | -------------------- |
| 2008      | Pasión canta               | Participante | Ganadora             |
| 2013      | Canta Bolivia              | Conductora   |                      |
| 2020–2021 | Cantando 2020              | Participante | Subcampeona          |
| 2020      | Mujeres                    | Jurado       | Segmento: El Casting |
| 2021      | Showmatch La Academia      | Participante | Abandono             |
| 2021–2022 | La 1-5/18                  | Gina Berardi | Reparto principal    |
| 2022      | ¿Quién es la máscara?      | Mamut        | 3.ra desenmascarada  |
| 2024      | Bake Off Famosos Argentina | Participante | 9.ª/ 5.ª eliminada   |

## Distinciones
- Ganadora (Pasión Canta, 2008)
- Mejor álbum artista tropical (Carlos Gardel, 2020)
- Subcampeona (Cantando 2020)
- Ganadora premio Hugo 2024 a revelación en musical por su actuación en School of rock interpretando a Rosali Mullins.
- Ganadora Premio Konex - Diploma al Mérito por su trayectoria en la última década (2025)[22]